# Липівка (Бахмутський район)
Ли́півка — село Соледарської міської громади Бахмутського району Донецької області в Україні.